# Utah/US Film Festival 1990
Lo Utah/US Film Festival 1990 si è svolto a Park City, Utah, dal 19 gennaio al 27 gennaio 1990. L'evento verrà rinominato "Sundance Film Festival" a partire dal 1991.

## Film in concorso
Elenco dei film in competizione e vincitori dei premi non competitivi. In grassetto i vincitori.

### U.S. Dramatic
- Il camaleonte, regia di Wendell B. Harris Jr.
- Denial, regia di Erin Dignam (in concorso con il titolo "Loon")
- Horseplayer, regia di Kurt Voß
- House party, Festa in casa, regia di Reginald Hudlin
- How to Be Louise, regia di Anne Flournoy
- Ferro e seta, regia di Shirley Sun
- Che mi dici di Willy?, regia di Norman René
- Metropolitan, regia di Whit Stillman
- Passione mortale, regia di Andrew Lane
- Never Leave Nevada, regia di Steve Swartz
- The Kill-Off, regia di Maggie Greenwald
- The Natural History of Parking Lots, regia di Everett Lewis
- Tutti contro Harry, regia di Michael Roemer
- L'incredibile verità, regia di Hal Hartley
- To Sleep with Anger, regia di Charles Burnett

### U.S. Documentary
- H-2 Worker, regia di Stephanie Black (pari merito)
- Water and Power, regia di Pat O'Neill (pari merito)
- "American Masters" James Baldwin: The Price of the Ticket, regia di Karen L. Thorson
- "American Masters" Preston Sturges: The Rise and Fall of an American Dreamer, regia di Kenneth Bowser
- Berkeley in the Sixties, regia di Mark Kitchell
- Current Events, regia di Ralph Arlyck
- Dance of Hope, regia di Deborah Shaffer
- Dancing for Mr. B: Six Balanchine Ballerinas, regia di Anne Belle e Deborah Dickson
- In the Blood, regia di George Butler
- Metamorphosis: Man Into Woman, regia di Lisa Leeman
- Mr. Hoover and I, regia di Emile de Antonio
- Painting the Town: The Illusionistic Murals of Richard Haas, regia di Amalie R. Rothschild
- Teatro!, regia di Ruth Shapiro, Edward Burke e Pamela Yates
- The Other Side of the Moon, regia di Mickey Lemle
- To Protect Mother Earth, regia di Joel L. Freedman
- Vienna Is Different: 50 Years After the Anschluss, regia di Susan Korda e David W. Leitner

### Premi speciali della giuria
- U.S. Dramatic: To Sleep with Anger, regia di Charles Burnett
- U.S. Documentary: Samsara: Death and Rebirth in Cambodia, regia di Ellen Bruno

### Premi per la migliore regia
- U.S. Dramatic: Reginald Hudlin con House Party, Festa in casa
- U.S. Documentary: Lisa Leeman con Metamorphosis: Man Into Woman

### Premi per la migliore fotografia
- U.S. Dramatic: Peter Deming con House Party, Festa in casa
- U.S. Documentary: Maryse Alberti con H-2 Worker

### Premi del pubblico
- U.S. Dramatic: Che mi dici di Willy?, regia di Norman René
- U.S. Documentary: Berkeley in the Sixties, regia di Mark Kitchell

## La giuria
Dramatic: Steven Soderbergh ( Stati Uniti), Alfre Woodard ( Stati Uniti), Kathryn Bigelow ( Stati Uniti), Armond White ( Stati Uniti), Morgan Fisher ( Stati Uniti)
Documentary: Susan Frömke ( Stati Uniti), Christine Choy ( Stati Uniti), Michael Renov ( Stati Uniti), Edward Lachman ( Stati Uniti), Orlando Bagwell ( Stati Uniti)